# بناديك تعالى (ألبوم)
بناديك تعالى هو الألبوم السادس والعشرون للفنان عمرو دياب، طرحه أواخر سبتمبر 2011، وكانت جميع أغاني الألبوم من تلحين عمرو دياب باستثناء أغنيتين فقط. لاقى هذا الألبوم إعجابا شديدا من المستمعين.

## قائمة الأغاني
| الرقم | اسم الاغنية     | المدة | الشاعر          | الملحن                             | نوع الموسيقى               |
| ----- | --------------- | ----- | --------------- | ---------------------------------- | -------------------------- |
| 1     | بناديك تعالى    | 03:15 | تامر حسين       | عمرو دياب                          | House                      |
| 2     | هالله هالله     | 03:15 | تامر حسين       | عمرو مصطفى                         | Reggaeton                  |
| 3     | مقدرش أنا       | 03:51 | تامر حسين       | عمرو طنطاوي                        | مقسوم                      |
| 4     | ألومك ليه       | 03:20 | أيمن بهجت قمر   | عمرو دياب                          | Modern Pop-Rock            |
| 5     | معاك بارتاح     | 03:51 | أمير طعيمة      | أحمد صلاح حسني و عمرو دياب         | Dance-House                |
| 6     | ياريت سنك       | 03:28 | بهاء الدين محمد | عمرو دياب                          | Cuban Montuno-Pop          |
| 7     | مالي عينيا      | 03:14 | تامر حسين       | عمرو دياب (مستوحاة من فلكلور ليبي) | مقسوم يوناني Mediterranean |
| 8     | هي حياتي        | 05:12 | مجدي النجار     | عمرو دياب                          | Latin House                |
| 9     | يوم ما اتقابلنا | 03:25 | تامر حسين       | عمرو دياب                          | Romantic Slow              |
| 10    | أغلى من عمري    | 04:45 | مجدي النجار     | عمرو دياب وعادل حقي                | Contemporary Disco         |
| 11    | عارف حبيبي      | 03:39 | أيمن بهجت قمر   | عمرو دياب                          | Bolero- Latin Slow         |
| 12    | تجربة وعدت      | 05:03 | مجدي النجار     | عمرو دياب                          | House Electro              |

## فريق العمل
- الرؤية الفنية للألبوم: عمرو دياب
- التوزيع الموسيقي: عادل حقي
- عود: د.حسين صابر
- وتريات: عادل حقي
- جيتار: خوان سيرو | مصطفى أصلان
- أكورديون: فاروق محمد حسن
- إيقاع شرقي: سعيد الاتيست
- ناي: رضا بدير
- شعراء الالبوم: أيمن بهجت قمر _ مجدي النجار _ بهاء الدين محمد _ أمير طعيمة _ تامر حسين
- الملحنين: عمرو دياب _ عمرو مصطفى _ عمرو طنطاوي _ أحمد صلاح حسني _ عادل حقي